# Zalcitabina
Zalcitabina é um fármaco utilizado pela medicina como antiviral sistêmico, em casos de AIDS. É homologa a citosina. Sua ativação na célula T ocorre por via de fosforilação diferente da zidovudina.

## Efeitos indesejáveis
- Neuropatia
- Cefaleias
- Úlcera na boca
- Edemas
- Distúrbios gastrintestinais